# Beulenkrokodil
Das Beulenkrokodil (Crocodylus moreletii) ist ein mittelamerikanischer Vertreter aus der Familie der Echten Krokodile. Sein wissenschaftlicher Name ehrt den französischen Naturkundler Pierre Marie Arthur Morelet (1809–1892).

## Merkmale
Das Beulenkrokodil wird maximal drei bis 3,50 Meter lang und gehört somit zu den kleineren Arten der Krokodile. Es ist meist braun und durch schwarze Querstreifen und Flecken auf dem Körper und Schwanz gezeichnet. Es ist meist dunkler gefärbt als das sympatrisch vorkommende Spitzkrokodil (Crocodylus acutus). Die Schnauze der Tiere ist relativ breit und besitzt einen flachen Grat entlang der Nasenbeine. Namensgebend für den deutschen Namen sind die mächtigen verknöcherten Nackenschilde der Tiere, der Rückenpanzer ist ungleichmäßig beschuppt.

## Verbreitung

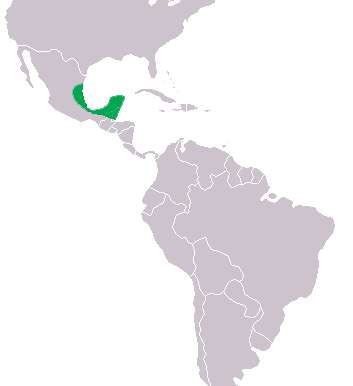
Verbreitung

Das Verbreitungsgebiet des Beulenkrokodils ist auf Mittelamerika beschränkt und reicht von Zentral-Tamaulipas (Mexiko) über die Yucatán-Halbinsel und Chiapas bis ins zentrale Belize und zur Petén-Region in Nord-Guatemala. Es lebt vor allem in Sümpfen und kleineren Teichen und Seen im Süßwasser, kann jedoch auch in den küstennäheren Bereichen der Flüsse gemeinsam mit dem Spitzkrokodil vorkommen.

## Lebensweise

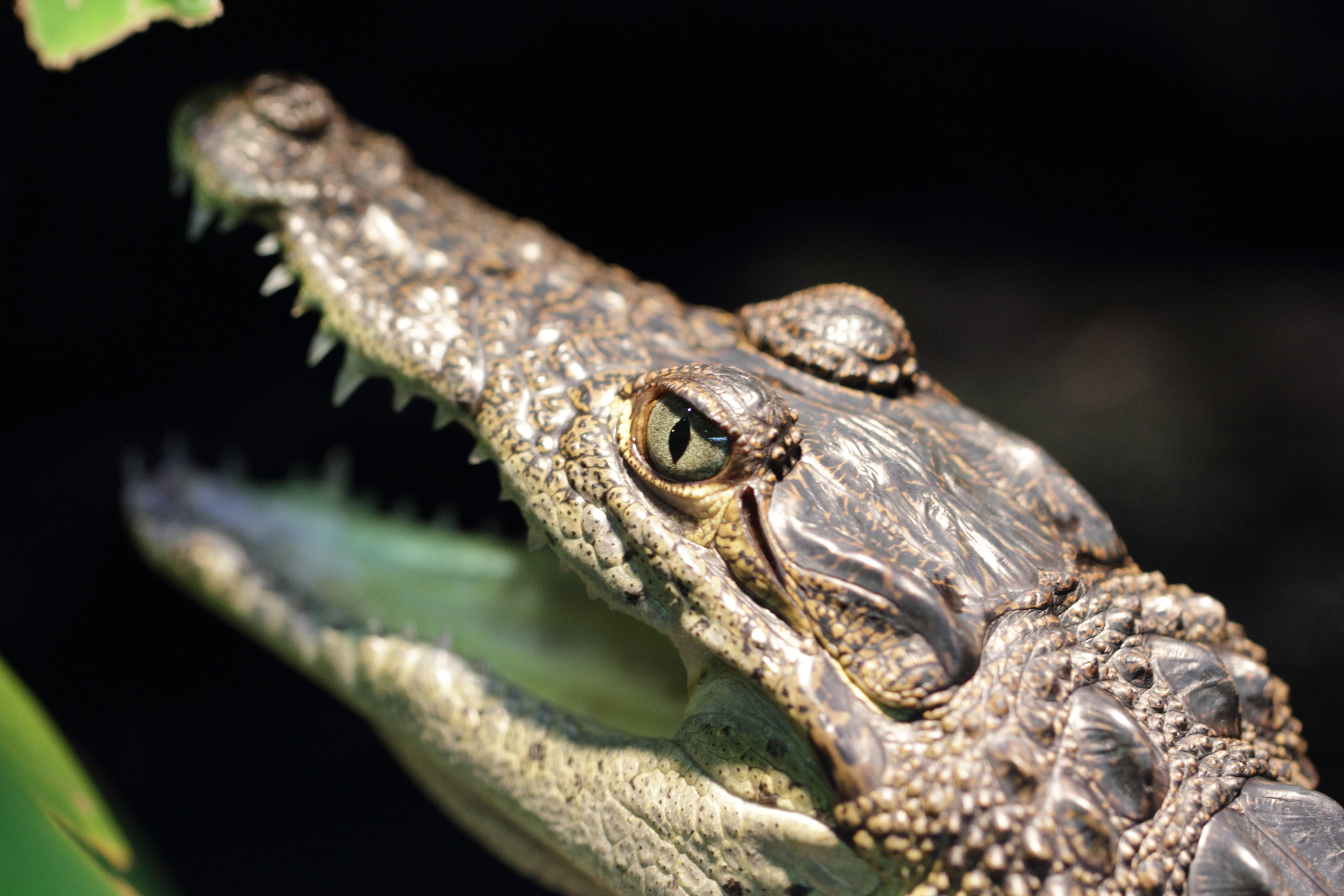
Junges Beulenkrokodil im Tiergarten Schönbrunn

Beulenkrokodile legen ihre Eier in Hügelnester und bewachen sie. Es wurde auch beobachtet, dass die Mütter die Nester öffnen und die Jungtiere zum Wasser tragen.
Die Jungtiere ernähren sich vor allem von Insekten, Nacktschnecken und anderen Kleintieren. Erwachsene Beulenkrokodile jagen außerdem Schlammschildkröten, Fische und kleine Säugetiere. Sie sind schnelle Jäger.